# The Housekeeper's Daughter
The Housekeeper's Daughter é um filme de comédia produzido nos Estados Unidos e lançado em 1939. É baseado no romance de Donald Henderson Clarke.